# Obwód wilejski
Obwód wilejski (biał. Вілейская вобласць, Вялейская вобласьць, ros. Вилейская область) – jednostka podziału administracyjnego w granicach Białoruskiej Socjalistycznej Republiki Radzieckiej, istniejąca formalnie w latach 1939–1944, de facto 1939–1941.

## Historia
Obwód utworzono 4 grudnia 1939 r. dekretem Prezydium Rady Najwyższej ZSRR z części polskich terytoriów zajętych przez Armię Czerwoną po agresji na Polskę w toku kampanii wrześniowej. Po sfałszowanych wyborach, ziemie te przyłączono do BSRR i utworzono z nich obwód wilejski ze stolicą w Wilejce.
Początkowo obwód dzielił się na powiaty: oszmiański, brasławski, dziśnieński, mołodecki, postawski i święciański. 15 stycznia 1940 powiaty zlikwidowano i utworzono w ich miejsce 22 rejony: brasławski, dokszycki, duniłowicki, dziśnieński, głębocki, hoduciszkowski, iliański, krzywicki, kurzeniecki, mołodeczański, miadzielski, miorski, ostrowiecki, oszmiański, pliski, postawski, radoszkowicki, smorgoński, święciański, świrski, szarkowszczyński i widzki.
Po aneksji Litwy do ZSRR 25 listopada 1940 r. rejony hoduciszkowski i święciański zostały zlikwidowane, kiedy to większe ich części przekazano Litewskiej SRR (pozostałe przy BSSR części tych rejonów włączono do rejonu postawskiego). W skład Litewskiej SRR weszła też znaczna część rejonu widzkiego oraz fragmenty rejonów postawskiego, oszmiańskiego, świrskiego i ostrowieckiego.
Od czerwca 1941 tereny te znajdowały się pod okupacją III Rzeszy (Komisariat Rzeszy Wschód: Okręg Generalny Litwa i Białoruś). Po ponownym zajęciu terytorium obwodu przez Armię Czerwoną 20 września 1944 dokonano reformy administracyjnej. Obwód przemianowano na obwód mołodeczański, równocześnie przenosząc jego stolicę do Mołodeczna; północna część obwodu weszła w skład nowo utworzonego obwodu połockiego.